# Artisanat malgache
 (janvier 2025).
 (janvier 2025).
La mise en forme du texte ne suit pas les recommandations de Wikipédia : il faut le « wikifier ».
Les points d'amélioration suivants sont les cas les plus fréquents :
- Les titres sont pré-formatés par le logiciel. Ils ne sont ni en capitales, ni en gras.
- Le texte ne doit pas être écrit en capitales (les noms de famille non plus), ni en gras, ni en italique, ni en « petit »…
- Le gras n'est utilisé que pour surligner le titre de l'article dans l'introduction, une seule fois.
- L'italique est rarement utilisé : mots en langue étrangère, titres d'œuvres, noms de bateaux, etc.
- Les citations ne sont pas en italique mais en corps de texte normal. Elles sont entourées par des guillemets français : « et ».
- Les listes à puces sont à éviter, des paragraphes rédigés étant largement préférés. Les tableaux sont à réserver à la présentation de données structurées (résultats, etc.).
- Les appels de note de bas de page (petits chiffres en exposant, introduits par l'outil «  Source ») sont à placer entre la fin de phrase et le point final[comme ça].
- Les liens internes (vers d'autres articles de Wikipédia) sont à choisir avec parcimonie. Créez des liens vers des articles approfondissant le sujet. Les termes génériques sans rapport avec le sujet sont à éviter, ainsi que les répétitions de liens vers un même terme.
- Les liens externes sont à placer uniquement dans une section « Liens externes », à la fin de l'article. Ces liens sont à choisir avec parcimonie suivant les règles définies. Si un lien sert de source à l'article, son insertion dans le texte est à faire par les notes de bas de page.
- La présentation des références doit suivre les conventions bibliographiques. Il est recommandé d'utiliser les modèles {{Ouvrage}}, {{Chapitre}}, {{Article}}, {{Lien web}} et/ou {{Bibliographie}}. Le mode d'édition visuel peut mettre en forme automatiquement les références.
- Insérer une infobox (cadre d'informations à droite) n'est pas obligatoire pour parachever la mise en page.

Pour une aide détaillée, merci de consulter Aide:Wikification.
Si vous pensez que ces points ont été résolus, vous pouvez retirer ce bandeau et améliorer la mise en forme d'un autre article.
L'artisanat malgache est un secteur économique et culturel essentiel à Madagascar, marqué par une grande diversité de savoir-faire et de traditions transmises de génération en génération. Il reflète l’histoire, les croyances et les coutumes des différentes ethnies qui composent l'île. Les produits artisanaux de Madagascar sont recherchés pour leur authenticité, leur originalité et leur qualité, et ils jouent un rôle crucial dans la préservation de la culture malgache.

## Histoire de l'artisanat malgache
L'artisanat à Madagascar trouve ses racines dans les pratiques ancestrales des premiers habitants de l'île. Les premiers artisans malgaches ont développé des techniques et des styles distincts influencés par des échanges avec les peuples africains, asiatiques et européens. L'artisanat malgache a évolué avec le temps, s’adaptant aux besoins de la société tout en préservant les méthodes traditionnelles.
Au fil des siècles, les artisans ont perfectionné des techniques spécifiques à chaque région et ethnie, donnant naissance à des objets décoratifs, utilitaires et religieux. Ces objets sont souvent faits à partir de matériaux locaux tels que le bois, le coton, le raphia, l’osier, le cuir et les pierres semi-précieuses.

## Principaux types d'artisanat malgache
L’artisanat malgache se distingue par une grande variété de produits et de techniques. Les principaux secteurs de l'artisanat comprennent :

### Travail du bois

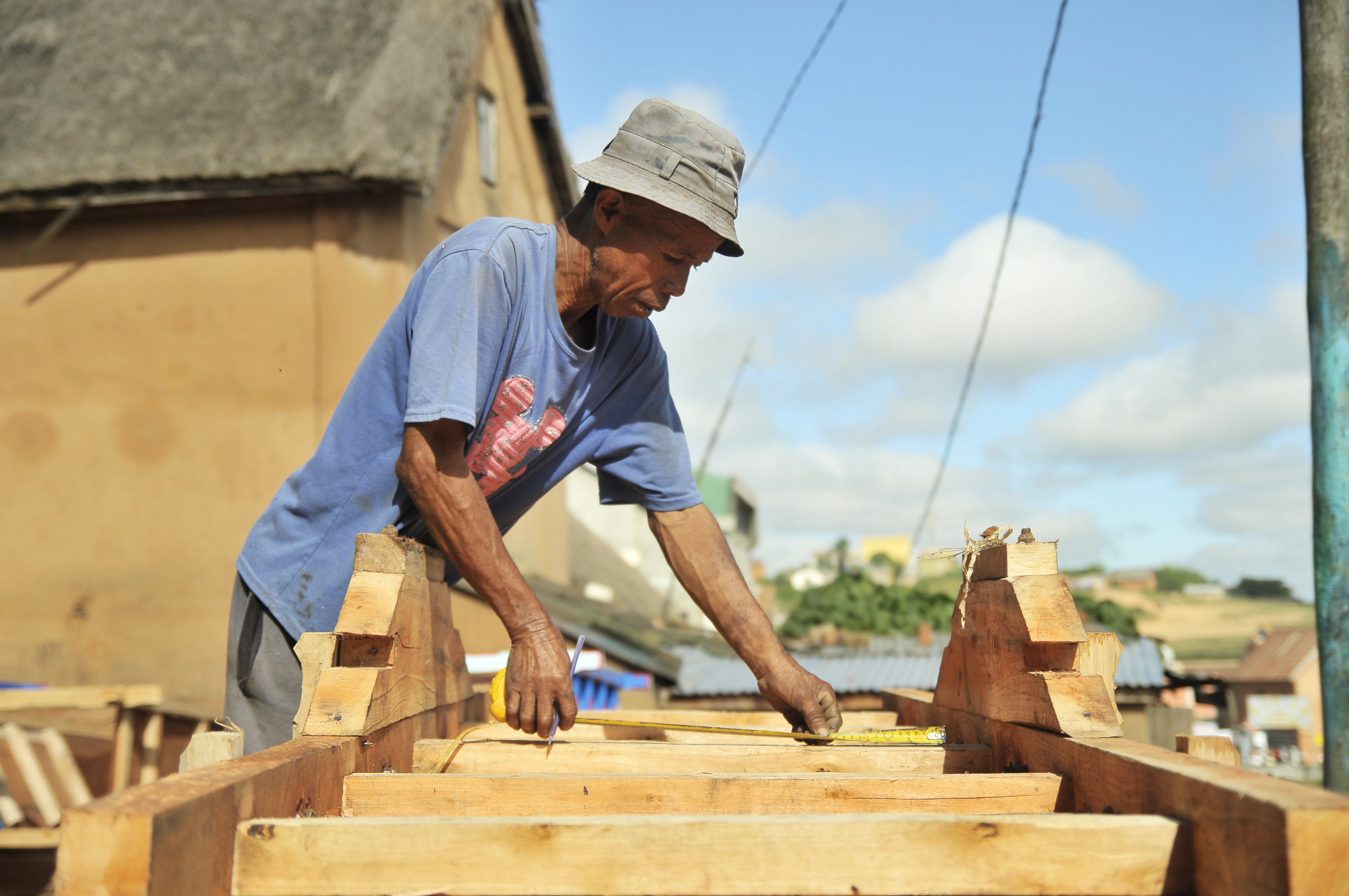
un artisan qui fabrique une charrette en bois

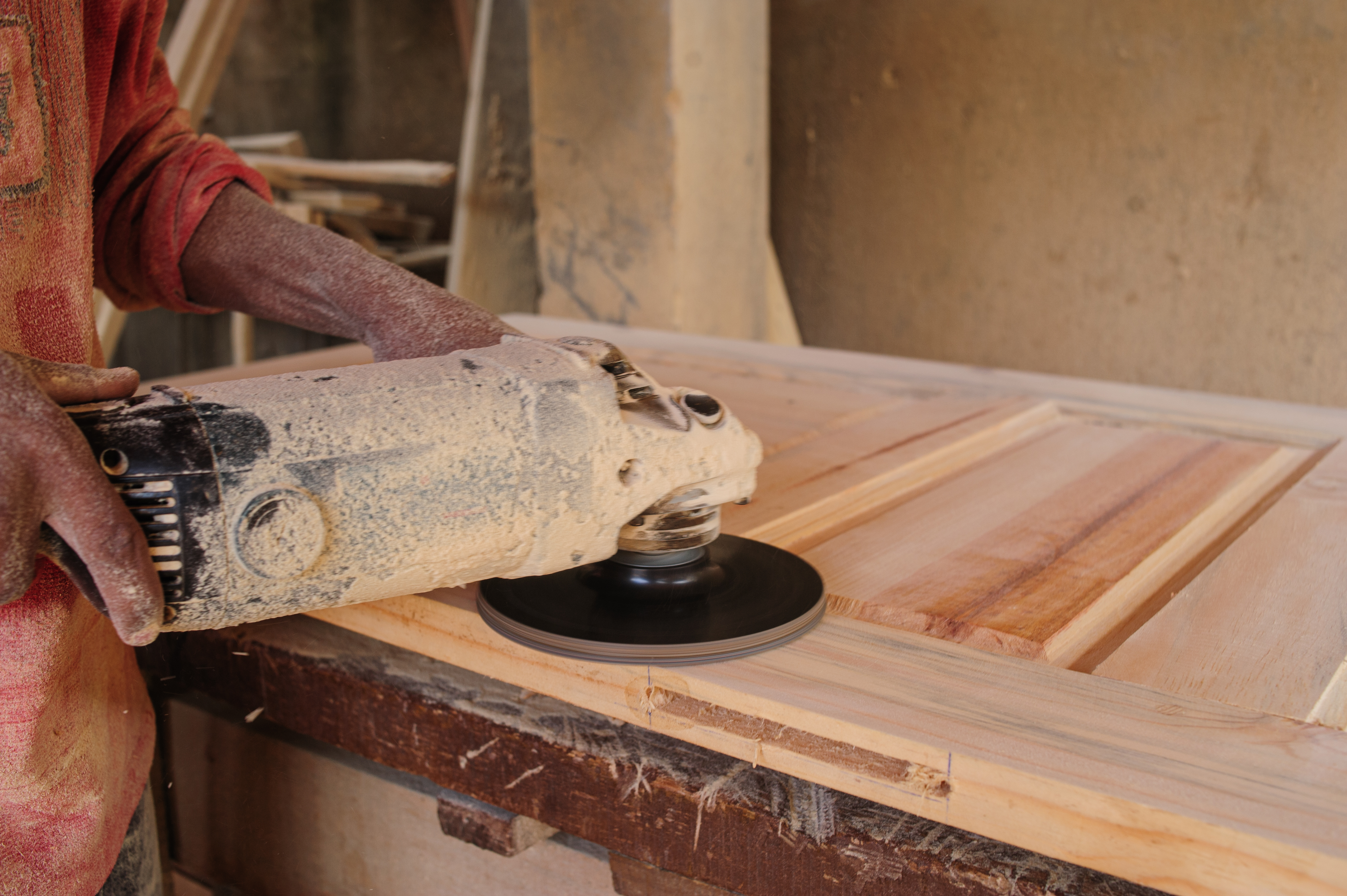
Un artisan qui fabrique une porte en bois.

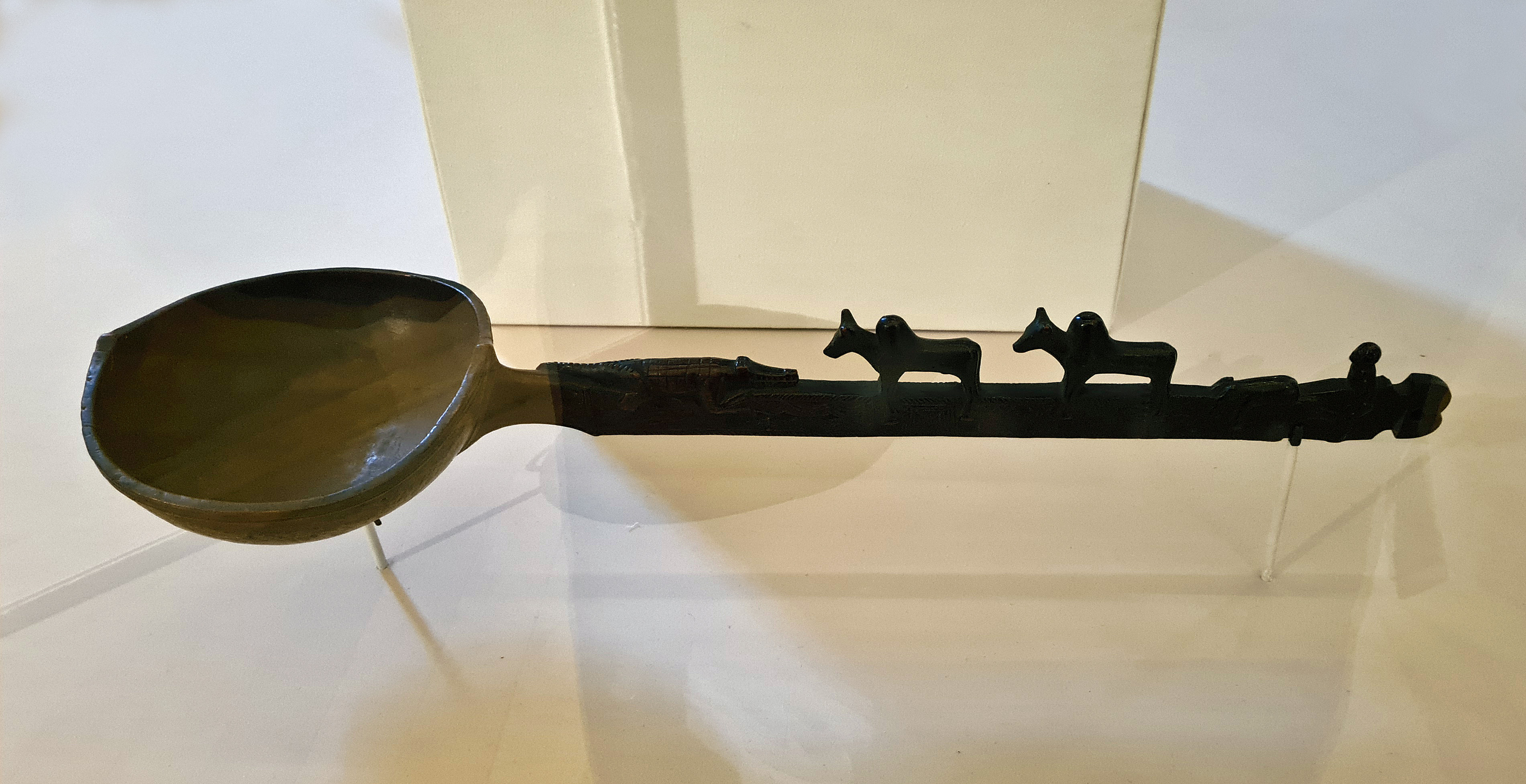
Des figures humaines et animales, et un crocodile sculptée dans le bois.

Le travail du bois est une tradition ancestrale à Madagascar. Les artisans malgaches utilisent des essences locales, telles que le palissandre, l’ébène, et le bois de rose, pour créer des objets décoratifs et utilitaires, comme des sculptures, des meubles, des instruments de musique et des objets religieux. Ces créations sont souvent finement sculptées à la main et peuvent représenter des animaux, des figures humaines ou des motifs géométriques.

### Vannerie et tissage
La vannerie et le tissage sont également des pratiques importantes dans l’artisanat malgache. Les artisans fabriquent des paniers, des nattes, des sacs, des chapeaux, et des tapis en utilisant des matériaux comme le raphia, l’osier, le bambou, et les fibres végétales. Les tissages traditionnels, souvent colorés, sont utilisés pour créer des vêtements, des étoffes décoratives et des couvertures.

### Poterie

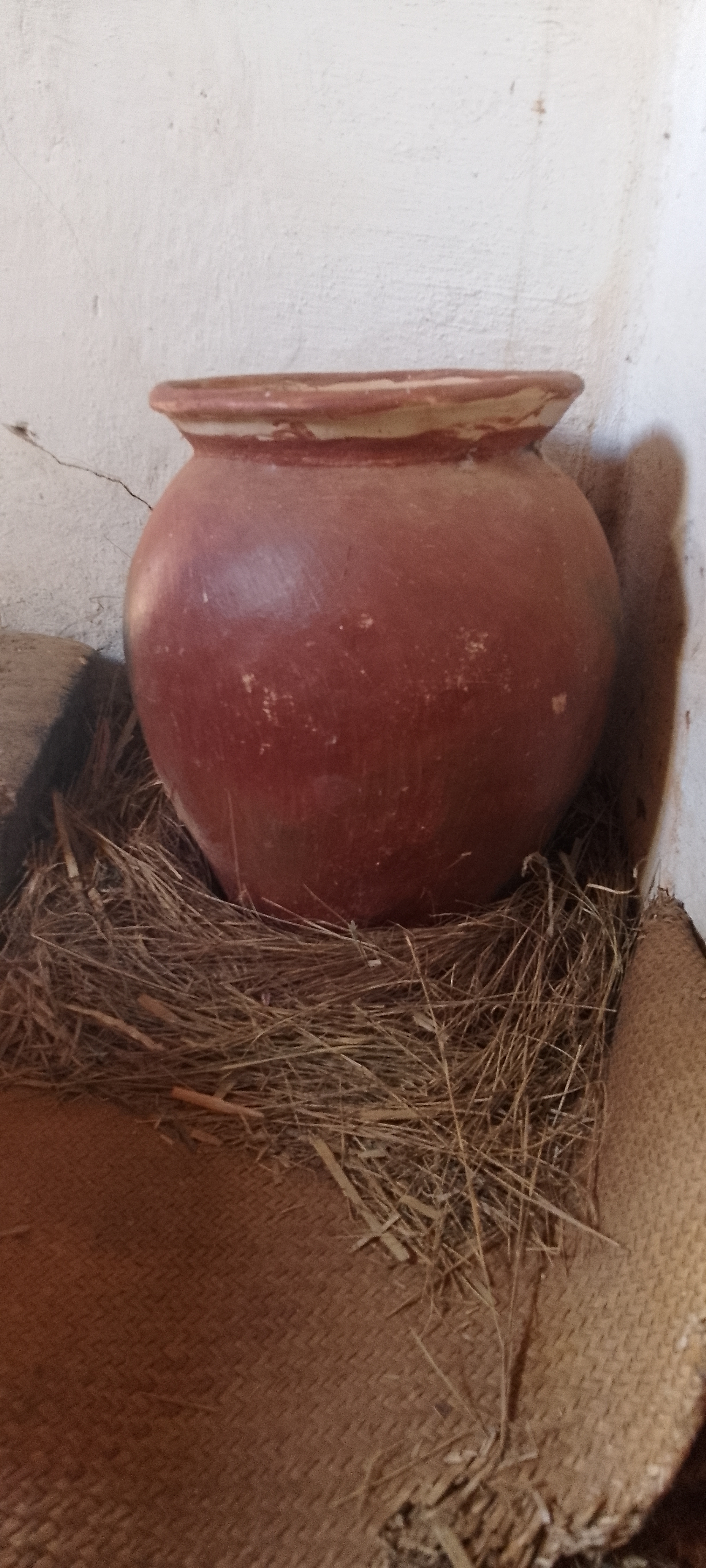
Parc_Gasikara, Le Carat Madagascar 12

La poterie est une pratique ancienne à Madagascar, particulièrement dans les régions du centre et de l’ouest de l'île. Les potiers malgaches fabriquent des objets utilitaires tels que des jarres, des pots, des ustensiles de cuisine, et des pots de fleurs, souvent décorés de motifs traditionnels. La terre cuite est un matériau courant, et chaque région a ses propres styles de poterie.

### Travail du cuir
Le travail du cuir à Madagascar est répandu, notamment dans la fabrication de sacs, de chaussures, de ceintures, et de vêtements. Les artisans malgaches utilisent des méthodes traditionnelles de tannage et de couture pour créer des produits de haute qualité. Les articles en cuir sont souvent décorés de motifs et de couleurs spécifiques à chaque communauté.

### Bijouterie et artisanat métallique

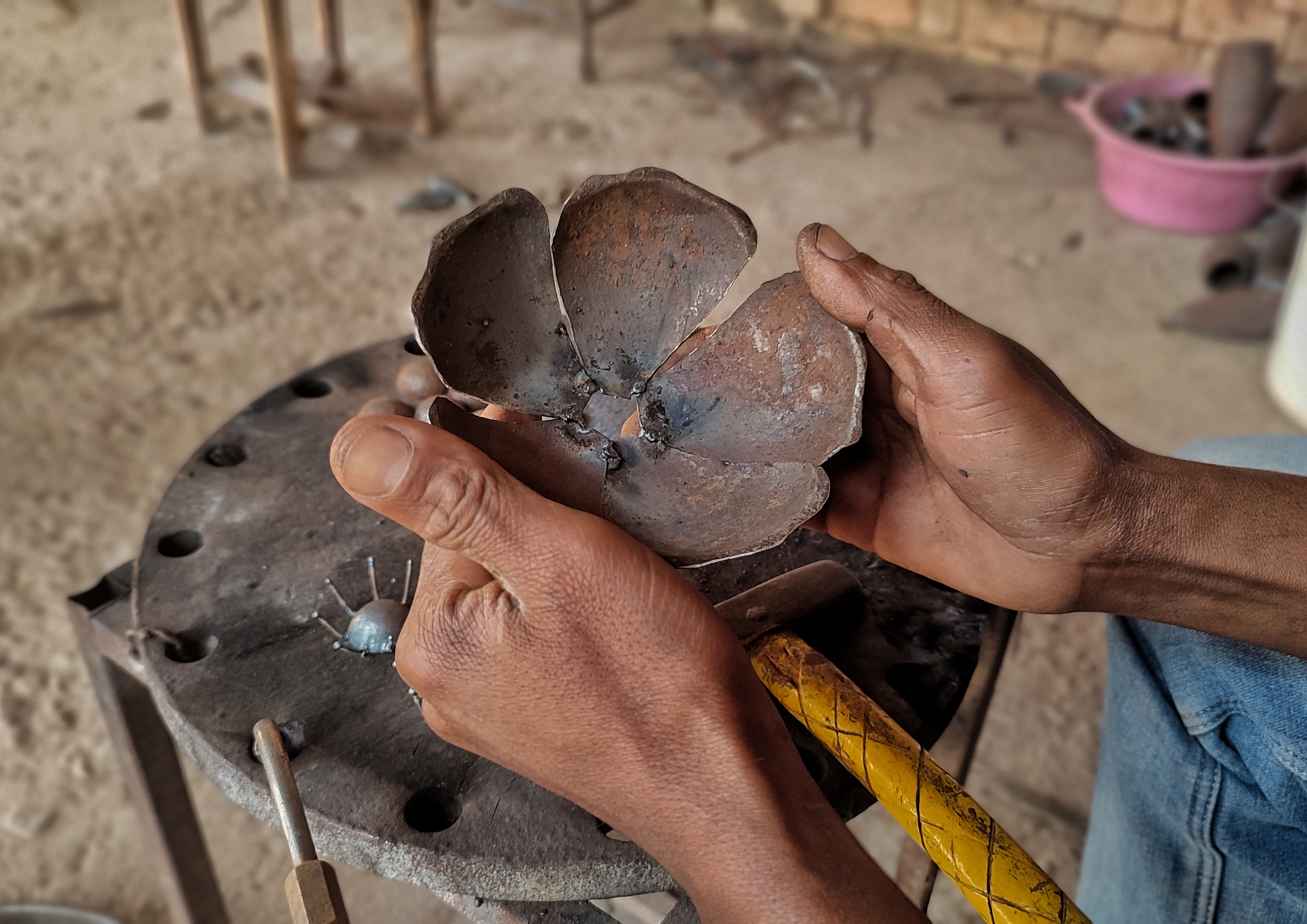
une fleur en métal

L'artisanat malgache dans le domaine de la bijouterie comprend la création de colliers, bracelets, bagues et boucles d'oreilles, souvent faits à partir de matériaux locaux comme le cuivre, l'argent, l'or, et les perles. Les artisans utilisent des techniques de gravure, de moulage, et de fusion pour créer des pièces uniques aux influences diverses. Les bijoux malgaches sont parfois associés à des symboles et des rites traditionnels.

### Peinture et sculpture

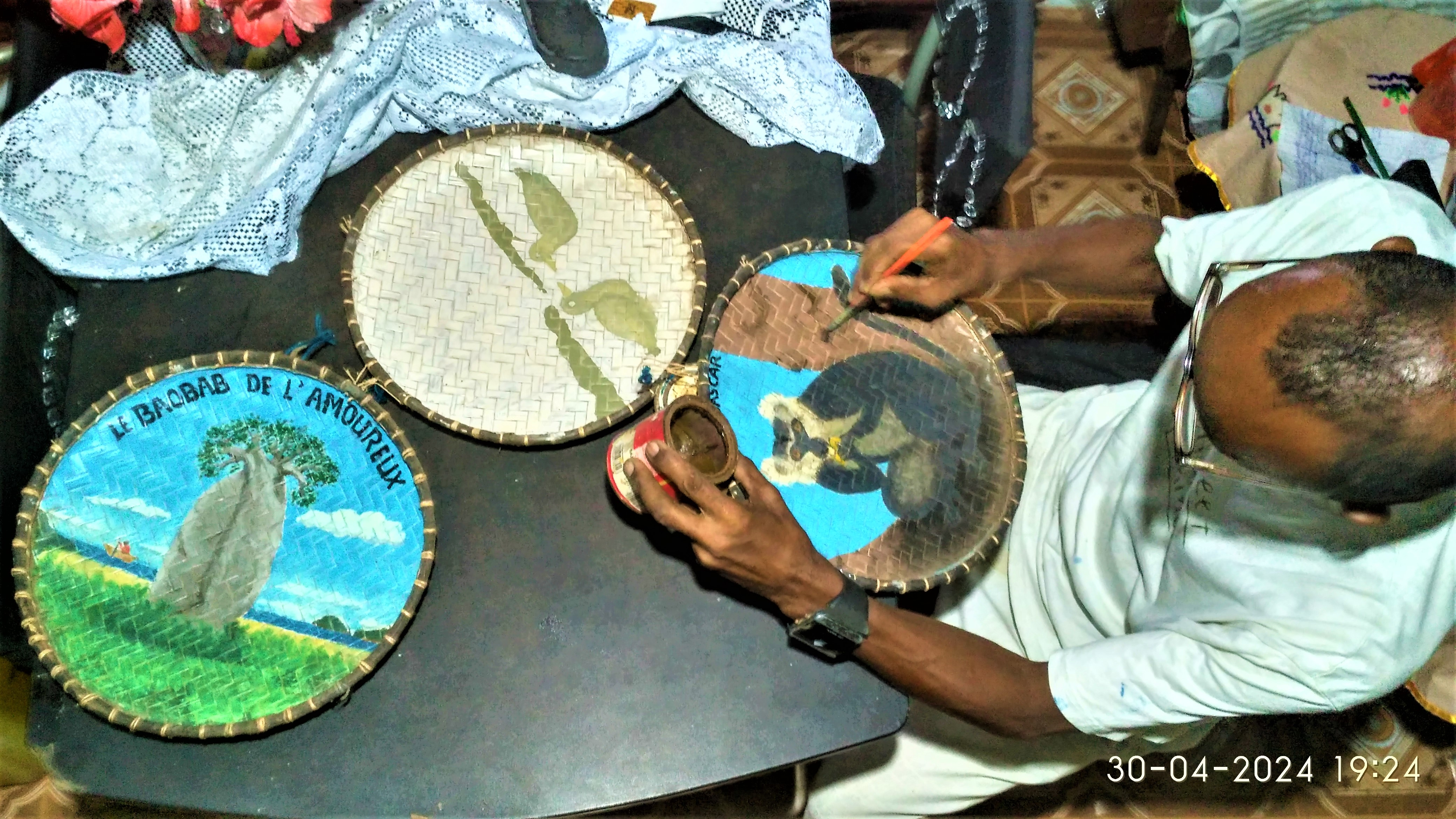
Un artiste qui peint des tableaux.

La peinture et la sculpture occupent également une place importante dans l'artisanat malgache. Les artistes locaux réalisent des peintures à l'huile, des fresques murales, et des sculptures en bois ou en pierre, souvent inspirées de la nature, des ancêtres et des croyances spirituelles. Ces œuvres sont souvent visibles dans les marchés artisanaux ou dans les résidences des familles royales.

### Objets en corne et en ivoire
L’artisanat de la corne d'animaux, particulièrement l'ivoire et la corne de zébu, est une spécialité de certaines communautés malgaches. Les artisans taillent et sculptent ces matériaux pour créer des objets décoratifs, des bijoux et des instruments traditionnels.

## Matériaux utilisés dans l'artisanat malgache
Les artisans malgaches travaillent avec une grande variété de matériaux naturels et locaux, qui sont à la fois pratiques et esthétiques. Les matériaux courants incluent :
- Le bois : utilisé pour la sculpture, le mobilier, et les instruments de musique.
- Le raphia : pour la fabrication de paniers, sacs, et tissus.
- Les fibres végétales : comme le bambou et l'osier pour la vannerie.
- Le cuir : pour les articles de mode et les accessoires.
- Les métaux : comme l'argent, le cuivre, et l'or pour la bijouterie.
- Les pierres semi-précieuses et coquillages : utilisés pour la création de bijoux.

## Impact de l'artisanat malgache
L'artisanat malgache joue un rôle crucial dans l'économie de Madagascar. Il permet à de nombreuses familles et communautés rurales de vivre de leur savoir-faire. Les produits artisanaux malgaches sont prisés sur les marchés locaux et à l'international, contribuant à l'exportation et au tourisme. L'artisanat est également un vecteur important de la culture malgache, permettant la transmission de traditions et de valeurs à travers les générations.
Cependant, le secteur fait face à plusieurs défis, tels que la concurrence des produits industriels et les difficultés d'accès aux matériaux. La mondialisation et l'évolution des goûts peuvent également menacer certaines formes d’artisanat traditionnel. Pour faire face à ces défis, des initiatives de préservation et de promotion de l'artisanat malgache ont été mises en place, notamment des foires artisanales, des formations pour les artisans et des projets d'artisanat durable.